# 御船龍
御船龍（學名："Mifunesaurus"）是獸腳亞目恐龍的一屬，可能是堅尾龍類，生存於上白堊紀森諾曼階的日本，約9500萬年前。御船龍的化石發現於熊本縣上益城郡御船町，化石包括一顆肉食性的牙齒、脛骨、蹠骨、及趾骨。
這個名字是在1985年由Hisa首先提出，董枝明等人曾在《中國及日本的恐龍年代》（The Age of Dinosaurs in Japan and China）中詳細討論了御船龍，將牠描述成如斑龍的巨大恐龍。但是因為沒有經過正式研究的敘述，因此是個非正式名稱，是個無資格名稱（Nomen nudum）。

## 外部連結
- "Mifunesaurus" at The Dinosaur Encyclopaedia （页面存档备份，存于） from Dino Russ' website.